# 谷口廣明
谷口 廣明（たにぐち ひろあき、1972年6月6日 - ）は、日本のフリーアナウンサー。大阪府出身。Sports Zone所属。

## 経歴・人物
追手門学院大学卒業後、社会人を経て昭和プロダクションに入る。スポーツの仕事を希望して事務所に入ったが、最初は歌謡番組のDJ（ラジオ大阪等）やMCの仕事が多かった。
2001年から2004年まで、グリーンスタジアム神戸(現ほっともっとフィールド神戸)（2003年-2004年は「Yahoo!BBスタジアム」）のボールパークナビゲーター（スタジアムDJ）を務める。
以降CS放送を中心に、プロ野球・サッカー・ラグビー・自転車・スキー・バスケットボールなど様々なスポーツの実況を担当中。関東地方を中心に活動していたが、2011年10月にSports Zoneを設立し昭和プロダクションから独立。
なお、サンテレビに一字違いの「谷口英明」がいる。

## 出演
- J SPORTS STADIUM（J SPORTS）実況・レポーター
- プロ野球完全中継 全力!ライオンズ（テレ朝チャンネル2）→LIONS BASEBALL L!VE（フジテレビTWO）実況
- BS12 プロ野球中継・侍プロ野球（TBSニュースバード）（いずれも球団制作試合）実況
- メジャーリーグ中継（J SPORTS）実況
- J SPORTSラグビー中継（J SPORTS）実況
- ラグビー わんだほー! 〜ラグビー情報番組〜（J SPORTS）コメンテーター

- シックス・ネイションズ（WOWOW）実況
- スーパーラグビー（WOWOW）実況
- ザ・ラグビーチャンピオンシップ（WOWOW）実況
- オータム・ネイションズシリーズ（WOWOW）実況
- J SPORTS cycle road race（J SPORTS）実況
- FISワールドカップ（モーグル）（J SPORTS）実況
- 野球好きニュース（J SPORTS）ナレーター
- ニコニコ生放送（横浜DeNAベイスターズ主催試合）実況
- 全日本クラブ野球選手権大会（J SPORTS）実況
- テレビ愛知10チャンベースボール(実況)

### 過去の出演番組
- ブンデスリーガ・MUTV（J SPORTS）実況
- プレミアリーグ（J SPORTS）実況
- 世界卓球選手権（団体戦）（J SPORTS）実況
- エールディヴィジ（GAORA）実況
- プロ野球まるごと中継 熱闘!BS11ナイター 埼玉西武ライオンズ ホームゲーム（BS11）実況
- Jリーグ（J2）（スカパー!）実況（主にセレッソ大阪のホームゲームを担当）
- プロ・バスケットボール bjリーグ（GAORA）実況
- FOX SPORTS ジャパンBASEBALL CENTER実況

### 声の出演
- ファミリースタジアム2003（ニンテンドー ゲームキューブ、ナムコ）
- 「実況パワフルメジャーリーグ」シリーズ（プレイステーション2・ニンテンドーゲームキューブ・Wii、コナミデジタルエンタテインメント）